# Ron Judkins
Ronald Judkins (* 1953 in El Centro, Kalifornien) ist ein US-amerikanischer Toningenieur und Regisseur, der mit zwei Oscars ausgezeichnet wurde. Er wirkt seit 1976 im Sounddepartment bei über 50 Filmen mit. 1999 betätigte er sich als Regisseur mit dem Spielfilm The Hi-Line und 2012 mit Neighbors.
Er gehört zu den Preisträgern des Oscar im Bereich „Bester Ton“ bei den Filmen Jurassic Park (1993) und Der Soldat James Ryan (1998). Nominiert für den Oscar war er für Schindlers Liste (1993), Krieg der Welten (2005) und Lincoln (2012).